# Еврейский квартал (Люблин)

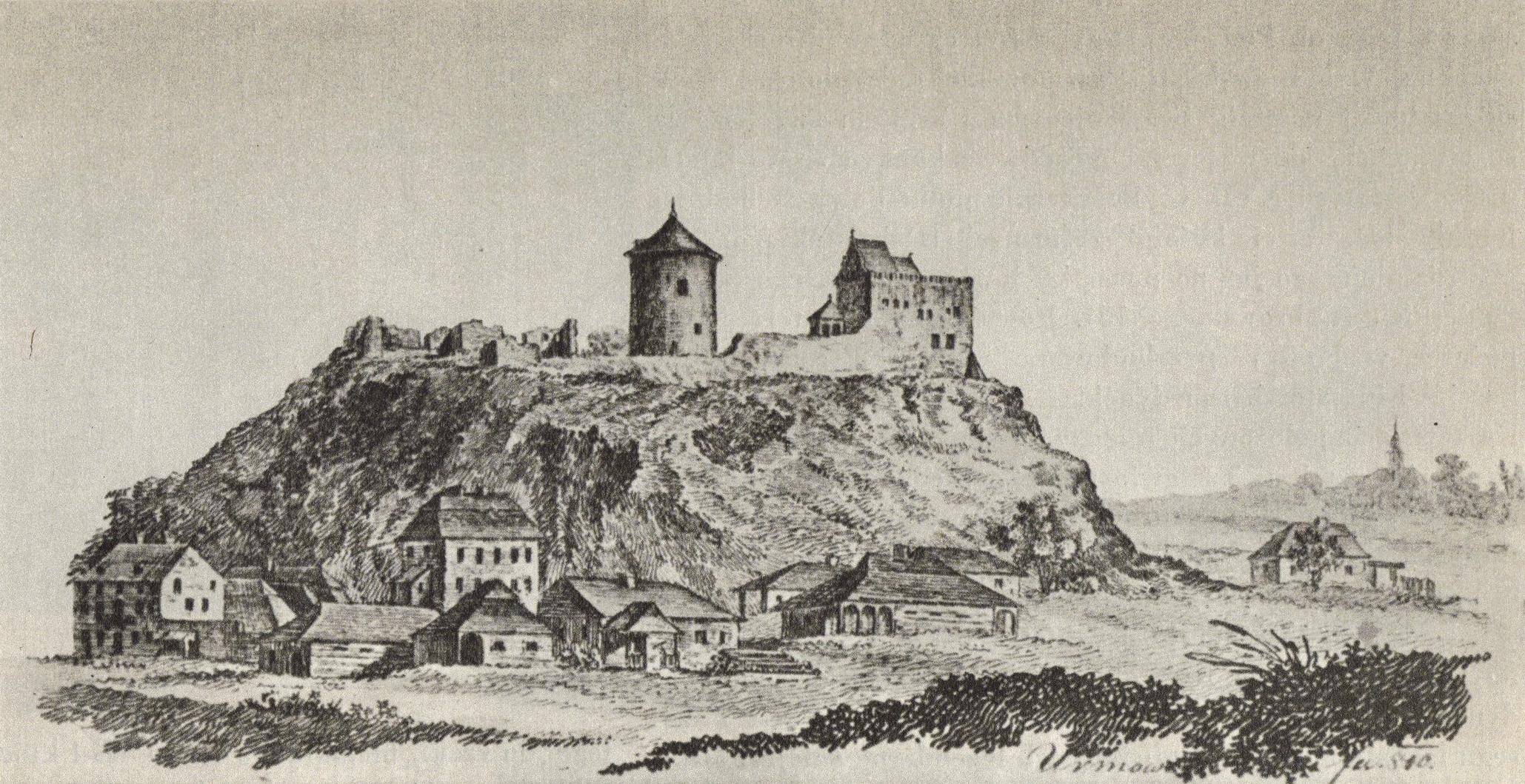
Люблинский замок и еврейский квартал, рисунок 1810 года

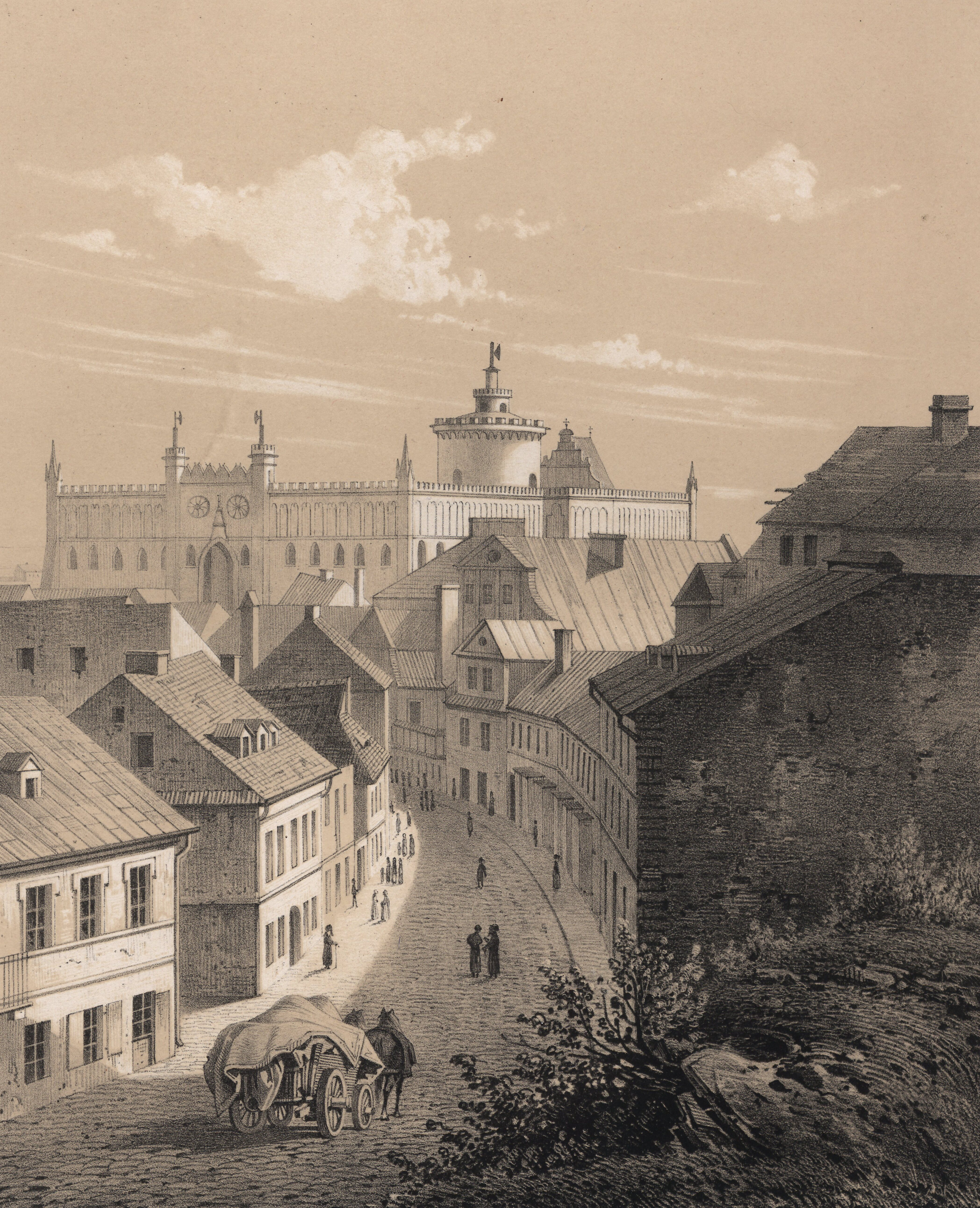
Люблинский замок и еврейский квартал, рисунок 1860 года

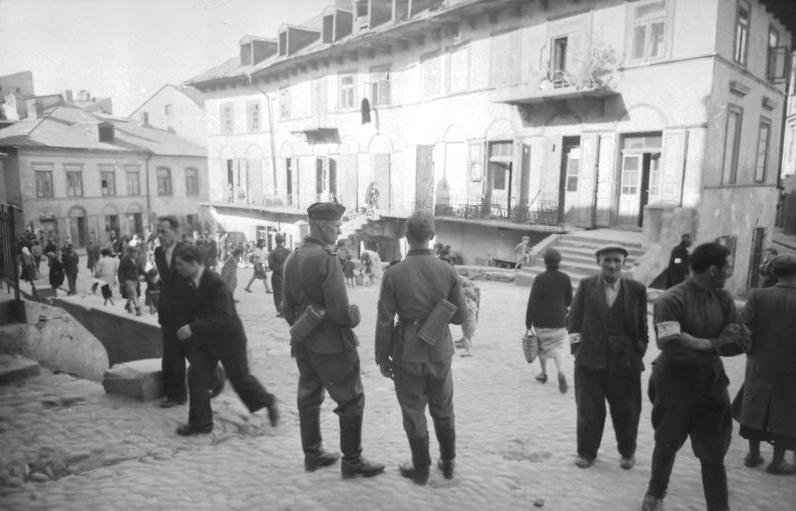
Еврейский квартал в 1940 году

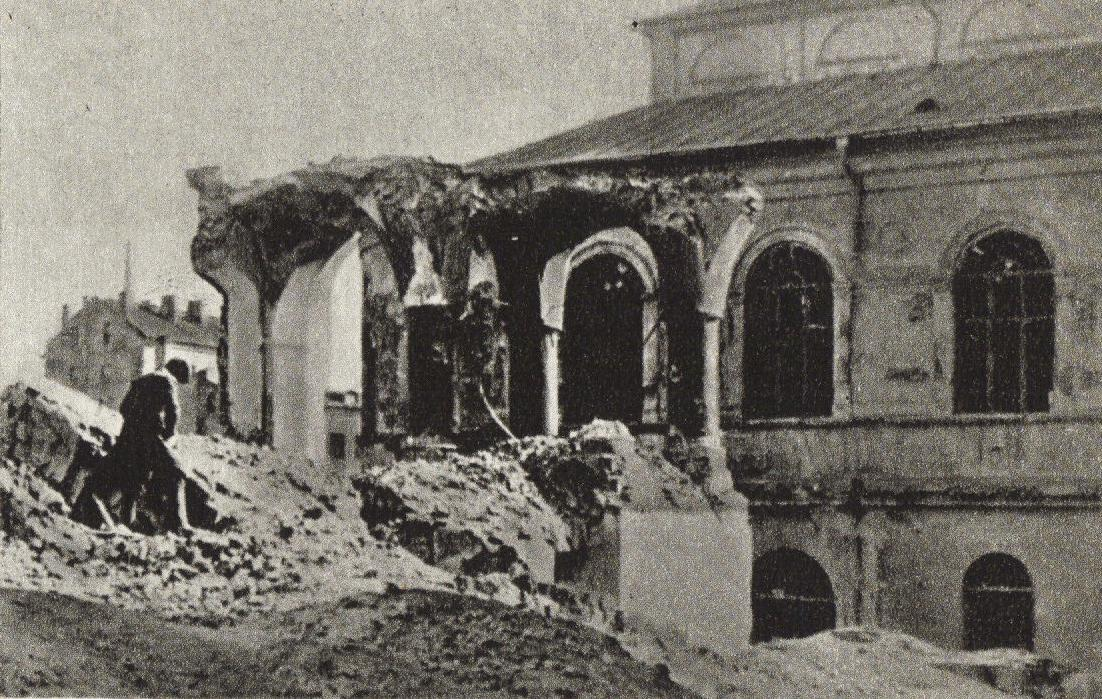
Разрушенный еврейский квартал в 1943 году

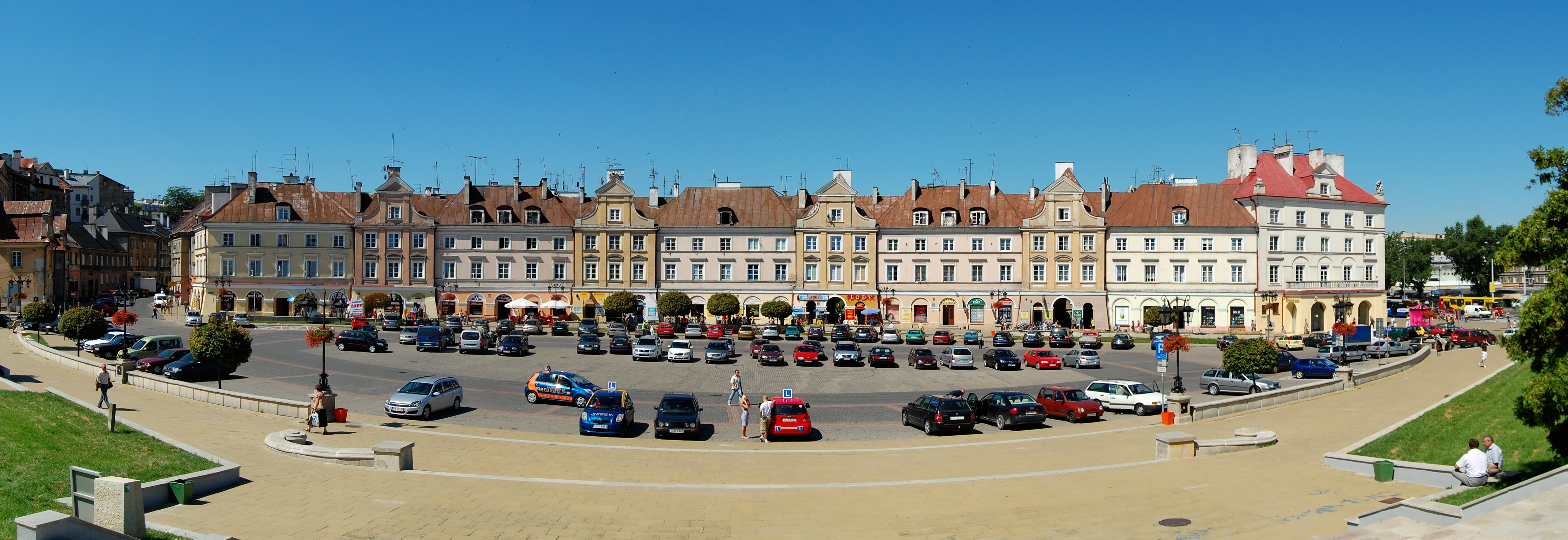
Замковая площадь в Люблине. До 1943 года здесь располагался еврейский квартал

Еврейский квартал в Люблине, в польском просторечии «Песья горка» (пол. Dzielnica żydowska w Lublinie) — еврейский квартал, существовавший в Люблине около Люблинского королевского замка с начала XV и до второй половины XX века. Люблинский еврейский квартал сыграл значительную историческую роль в истории польской еврейской общины. Еврейский квартал был почти полностью разрушен немецкими войсками в 1942—1943 годах.

## История
Первое упоминание о еврейской общине в Люблине датируется 1316 годом. В 1334 году король Казимир III распространил на Королевство Польское калишский статут Болеслава Набожного для еврейских общин, которые выходили из-под юрисдикции магдебургского права и стали зависимы от польского королевского двора. Евреи стали селиться на окраине Люблина. В 1336 году еврейская община в Люблине насчитывала несколько десятков человек. В 1396 году Казимир IV разрешил евреям селиться на склоне холма, на котором располагался Люблинский замок и район которого назывался Подзамком.
В 1518 году по инициативе раввина Шалома Шахна в еврейском квартал была открыта иешива, которая в 1567 году получила статус высшего учебного заведения. На рубеже XVI—XVII веков еврейский муниципалитет получил многочисленные привилегии. В еврейском квартале была построена больница и каменная синагога. В 1523 году в обмен на участие в строительстве фортификационных сооружений вокруг города евреи получили права и привилегии наравне с польским населением. В 1547 году в люблинском еврейском квартале была открыта первая в Польше еврейская типография.
В 1567 году началось строительство Большой синагоги, названной позднее Синагогой Магаршала в честь раввина Соломона Лурии. В 1568 году Сигизмунд I издал привилей «Privilegium de non tolerandis Judaeis», который давал евреям право заниматься торговлей и селиться в польских городах, за исключением тех, которые имели статус «королевский город». В это время в люблинском еврейском квартале стали возникать многочисленные еврейские ярмарки, куда съезжались евреи со всей Польши. Во время этих ярмарок еврейскими общественными деятелями решались различные вопросы. В истории эти ярмарки известны как «ярмарочные съезды», ставшие впоследствии началом еврейского Сейма четырёх земель. В 1568 году в еврейском квартале проживало около 500 евреев.
В 1581 году в еврейском квартале состоялся первый «Ваад четырёх земель». В 1608 году в еврейском квартале уже проживало около 2000 человек. В 1616 году была построена очередная синагога Магаршала, названная в честь раввина Меира бен Гедалия, прозванного Магаршалом.
В 1655 году в Люблин вошли отряды запорожских казаков во главе с Даниилом Выговским, которые совершили еврейский погром, во время которого погибли около 2000 человек. Казаки почти полностью разрушили еврейский квартал в Люблине.
В 1841 году в еврейском квартале было основано так называемое Старое кладбище. Во второй половине XVIII века еврейская община восстановила свою численность и уже в 1787 году здесь проживало 4230 человек.
В начале XIX века евреи стали селиться в районе Пяски, где имели свою отдельную синагогу. В это же время в еврейском квартале стали появляться хасиды, в появлении которых сыграл большую роль Якуб Ицхак Горовиц, который в 1794 году открыл собственную синагогу, ставшую первой синагогой хасидов в центральной Польше. В XIX веке в Люблине была основана люблинская династия хасидов, основателем которой стал Лейб Йегуда Эйгер.
В 1829 году было основано Новое кладбище.
В 1865 году в еврейском квартале проживало около 13 тысяч евреев, что составляло около 60 % от общего городского населения Люблина.
В 1939 году в Люблине нацистскими властями было организовано Люблинское гетто. После ликвидации гетто в ноябре 1942 года немецкие власти почти полностью разрушили еврейский квартал.
| Год  | Численность |
| ---- | ----------- |
| 1568 | 500         |
| 1602 | 2000        |
| 1787 | 4231        |
| 1865 | 12 992      |
| 1931 | 38 937      |
| 1939 | 42 830      |
| 1945 | 4553        |
| 1990 | 10          |
| 2007 | 20          |

## В настоящее время
В настоящее время сохранилось несколько зданий и исторических памятников бывшего еврейского квартала:
- Синагога Хевра Носим;
- Иешива Хахлей Люблин;
- Еврейский госпиталь;
- Народный еврейский дом;
- Еврейский дом призрения;
- Гродзские ворота;
- Старое еврейское кладбище;
- Новое еврейское кладбище;
- Руины еврейской башни;
- Здание Центрального комитета польских евреев.

## Источник
- Alina Cała, Hanna Węgrzynek, Gabriela Zalewska: Historia i kultura Żydów polskich. Słownik. Warszawa: Wydawnictwo Szkolne i Pedagogiczne, 2000. ISBN 83-02-07813-1.
- Andrzej Trzciński, Śladami zabytków kultury żydowskiej na Lubelszczyźnie, Lublin 1990